# Peugeot type 503
Le Peugeot type 503 est un modèle de véhicule utilitaire fabriqué par Peugeot de 1913 à 1914.

## Historique
Le type 503  sort en 1913. Il est proposé en plusieurs carrosseries : fourgon de charge utile 1,2 t, camion de charge utile 1,5 t, autobus à 12 places et autocar torpédo. 
La production a lieu à l'usine de Sochaux de 1913 à 1914 en 82 exemplaires. Le modèle est utilisé par l'Armée française pendant la Première Guerre mondiale.
Peugeot propose également le type 503 comme transports d'aéroplanes, avec remorque de charge utile 1 t mais ce modèle n'est pas produit.
Deux exemplaires d'un dérivé à transmission par cardan, le type 1513 (charge utile 1,5 t), participent à l'été 1914 au concours de véhicules industriels organisé par le ministère de la Guerre mais ce modèle n'est pas produit en série.

## Conception
Le type 503 est équipé d'un moteur à essence Peugeot FM à quatre cylindres 90 × 120 mm. Il fournit une puissance de 18 HP à 1 150 tr/min.
La transmission se fait par chaîne. Les essieux sont à fusées lisses.